# Польша на зимних Олимпийских играх 2018
Польша на зимних Олимпийских играх 2018 года была представлена 62 спортсменами в 5 видах спорта. На церемонии открытия Игр право нести национальный флаг было доверено олимпийскому чемпиону в беге на 1500 метров конькобежцу Збигневу Брудке.

## Медали
| Золото |                                                  |                                                                  |            |
| №      | Спортсмены                                       | Вид спорта (дисциплина)                                          | Дата       |
| 1      | Камиль Стох                                      | Прыжки на лыжах с трамплина (большой трамплин, мужчины)          | 17 февраля |
| Бронза |                                                  |                                                                  |            |
| №      | Спортсмены                                       | Вид спорта (дисциплина)                                          | Дата       |
| 1      | Мацей Кот Стефан Хуля Давид Кубацкий Камиль Стох | Прыжки на лыжах с трамплина (большой трамплин, команды, мужчины) | 19 февраля |

## Состав сборной
23 января был объявлен окончательный состав сборной Польши для участия в зимних Олимпийских играх 2018 года. В него вошли 59 спортсменов, из них 33 мужчины и 26 женщин, которые примут участие в 12 олимпийских дисциплинах. После перераспределения квот в горнолыжном спорте и сноуборде Польша получила право заявить ещё двух спортсменов. 26 января в состав сборной добавились ещё два спортсмена: в конькобежном спорте и лыжных гонках. Итоговый состав определён в 63 спортсмена, из них 37 мужчин и 26 женщин. Главой польской делегации на Играх станет Маженна Кошевская. Эта самая большая польская делегация на зимних Олимпийских играх. Польские спортсмены не выступят только в трёх дисциплинах — мужском и женском хоккее, кёрлинге и скелетоне.
 Биатлон
1. Гжегож Гузик
2. Анджей Недьзя-Кубинец
3. Магдалена Гвиздонь
4. Кристина Гузик
5. Камила Жук
6. Вероника Новаковская
7. Моника Хойниш

 Бобслей
1. Арнольд Здебяк[5][6]
2. Гжегож Коссаковский
3. Матеуш Лютый
4. Лукаш Медзик
5. Кшиштоф Тылковский

 Горнолыжный спорт
1. Михал Клюсак
2. Михал Ясичек
3. Марина Гонсеница-Даниэль

 Конькобежный спорт
1. Збигнев Брудка
2. Артур Вас
3. Адриан Вельгат
4. Себастьян Клосиньский
5. Пётр Михальский
6. Конрад Недзведзкий
7. Артур Ногаль
8. Ян Шиманский
9. Катажина Бахледа-Цурусь
10. Каролина Босек
11. Кая Зёмек
12. Луиза Злотковская
13. Наталия Червонка
14. Магдалена Чыщонь

 Лыжное двоеборье
1. Щепан Купчак
2. Войцех Марусаж
3. Павел Словёк
4. Адам Цеслар

 Лыжные гонки
1. Доминик Бурый
2. Камиль Бурый
3. Мацей Старенга
4. Мартина Галевич
5. Юстина Ковальчик
6. Эвелина Марциш
7. Сильвия Яськовец

 Прыжки на лыжах с трамплина
1. Мацей Кот
2. Давид Кубацкий
3. Камиль Стох
4. Стефан Хуля

 Санный спорт
1. Якуб Ковалевский
2. Мацей Куровский
3. Матеуш Сохович
4. Войцех Хмелевский
5. Наталия Войтусьцишин
6. Эва Кульс

 Сноуборд
1. Оскар Квятковский
2. Матеуш Лигоцкий
3. Вероника Белая
4. Александра Круль
5. Зузанна Смыкала
6. Каролина Штокфиш

 Фигурное катание
1. Максим Сподырев
2. Наталья Калишек

 Фристайл
1. Каролина Ремен-Жеребецкая

 Шорт-трек
1. Бартош Конопко
2. Магдалена Варакомская
3. Наталия Малишевская

Также в заявку сборной Польши входил прыгун с трамплина Пётр Жила, но на Играх в Пхёнчхане он не принял участие ни в одной из дисциплин.

## Премия за медали
23 января 2018 года Польский Олимпийский Комитет опубликовал информацию о величине выплат спортсменам за достижения на играх. Премии за завоевание медалей будут следующими:
| Соревнование   | Соревнование | Золото          | Серебро        | Бронза           |
| -------------- | ------------ | --------------- | -------------- | ---------------- |
| Индивидуальные | Спортсмен    | до 120 тысяч zł | до 80 тысяч zł | до 50 тысяч zł   |
| Индивидуальные | Тренер       | до 60 тысяч zł  | до 40 тысяч zł | до 25 тысяч zł   |
| Командные      | Спортсмен    | до 90 тысяч zł  | до 60 тысяч zł | до 37,5 тысяч zł |
| Командные      | Тренер       | до 60 тысяч zł  | до 40 тысяч zł | до 25 тысяч zł   |

## Результаты соревнований

### Биатлон
Большинство олимпийских лицензий на Игры 2018 года были распределены по результатам выступления стран в зачёт Кубка наций в рамках Кубка мира 2016/2017. По его результатам мужская сборная Польши заняла 23-е место, из-за чего не получила ни одной олимпийской лицензии, а женская сборная, занявшая 12-е место получила право заявить для участия в соревнованиях 5 спортсменок. При этом в одной дисциплине страна может выставить не более четырёх биатлонисток. Незадолго до Олимпийских игр польская сборная получила специальное приглашение для участия двух биатлонистов в мужских соревнованиях.
Мужчины
| Соревнование         | Спортсмены            | Стрельба | Время   | Место | Отставание |
| -------------------- | --------------------- | -------- | ------- | ----- | ---------- |
| спринт               | Гжегож Гузик          | 0+2      | 25:52,2 | 59    | +2:13,4    |
| спринт               | Анджей Недьзя-Кубинец | 2+0      | 25:59,2 | 67    | +2:20,4    |
| гонка преследования  | Гжегож Гузик          | 2+1+2+1  | 39:07,3 | 56    | +6:15,6    |
| индивидуальная гонка | Гжегож Гузик          | 0+0+1+1  | 51:51,8 | 33    | +3:48,0    |
| индивидуальная гонка | Анджей Недьзя-Кубинец | 2+1+1+1  | 55:39,9 | 79    | +7:36,1    |

Женщины
| Соревнование         | Спортсмены                                                           | Стрельба                             | Время                                     | Место | Отставание                   |
| -------------------- | -------------------------------------------------------------------- | ------------------------------------ | ----------------------------------------- | ----- | ---------------------------- |
| спринт               | Кристина Гузик                                                       | 1+0                                  | 22:43,3                                   | 28    | +1:37,1                      |
| спринт               | Вероника Новаковская                                                 | 1+1                                  | 23:03,2                                   | 34    | +1:57,0                      |
| спринт               | Моника Хойниш                                                        | 1+2                                  | 23:20,6                                   | 45    | +2:14,4                      |
| спринт               | Магдалена Гвиздонь                                                   | 0+3                                  | 23:35,7                                   | 56    | +2:29,5                      |
| гонка преследования  | Вероника Новаковская                                                 | 0+1+1+0                              | 33:46,2                                   | 30    | +3:10,9                      |
| гонка преследования  | Кристина Гузик                                                       | 1+1+1+1                              | 34:24,3                                   | 36    | +3:49,0                      |
| гонка преследования  | Моника Хойниш                                                        | 1+1+2+0                              | 35:05,6                                   | 43    | +4:30,3                      |
| гонка преследования  | Магдалена Гвиздонь                                                   | 1+2+2+0                              | 36:07,0                                   | 49    | +5:31,7                      |
| индивидуальная гонка | Моника Хойниш                                                        | 0+1+0+0                              | 43:02,0                                   | 6     | +1:54,8                      |
| индивидуальная гонка | Вероника Новаковская                                                 | 0+0+0+2                              | 44:34,6                                   | 21    | +3:27,4                      |
| индивидуальная гонка | Кристина Гузик                                                       | 1+0+2+1                              | 46:49,5                                   | 52    | +5:42,3                      |
| индивидуальная гонка | Магдалена Гвиздонь                                                   | 1+2+3+2                              | 51:49,7                                   | 83    | +10:42,5                     |
| масс-старт           | Моника Хойниш                                                        | 0+0+0+0                              | 36:59,2                                   | 15    | +1:36,2                      |
| эстафета 4×6 км      | Моника Хойниш Магдалена Гвиздонь Кристина Гузик Вероника Новаковская | 1+14 0+1 0+2 0+1 0+1 1+3 0+1 0+2 0+3 | 1:12:47,0 17:29,3 18:18,6 18:30,8 18:28,3 | 7 1 7 | +43,6 +40,3 +25,7 +0,0 +43,6 |

Смешанная эстафета
| Соревнование       | Спортсмены                                                       | Стрельба                            | Время                                     | Место      | Отставание                           |
| ------------------ | ---------------------------------------------------------------- | ----------------------------------- | ----------------------------------------- | ---------- | ------------------------------------ |
| смешанная эстафета | Магдалена Гвиздонь Камила Жук Анджей Недьзя-Кубинец Гжегож Гузик | 0+8 0+1 0+0 0+0 0+2 0+0 0+1 0+3 0+1 | 1:12:17,9 16:10,0 16:38,8 19:39,9 19:49,8 | 16 7 12 16 | +3:43,6 25,9 +1:00,2 +2:24,8 +3:43,6 |

### Бобслей
Квалификация спортсменов для участия в Олимпийских играх осуществлялась на основании рейтинга IBSF (англ. IBSF Ranking) по состоянию на 14 января 2018 года. По его результатам сборная Польши завоевала олимпийскую лицензию в мужских двойках. Её принёс экипаж пилота Матеуша Люты, ставшего в предолимпийском сезоне первым за 49 лет чемпионом Польши в двойках. Спустя несколько дней две сборные отказались от своих лицензий, и сборная Польши получила ещё одну квоту в четвёрках.
Мужчины
| Соревнование | Спортсмены                                                   | 1 заезд   | 1 заезд | 2 заезд   | 2 заезд | 3 заезд   | 3 заезд | 4 заезд               | 4 заезд               | Итоговый результат | Итоговое место | Отставание |
| Соревнование | Спортсмены                                                   | Результат | Место   | Результат | Место   | Результат | Место   | Результат             | Место                 | Итоговый результат | Итоговое место | Отставание |
| ------------ | ------------------------------------------------------------ | --------- | ------- | --------- | ------- | --------- | ------- | --------------------- | --------------------- | ------------------ | -------------- | ---------- |
| двойки       | Матеуш Лютый Кшиштоф Тылковский                              | 49,87     | 21      | 50,10     | 23      | 49,92     | 24      | завершили выступление | завершили выступление | 2:29,89            | 24             | —          |
| четвёрки     | Матеуш Лютый Арнольд Здебяк Гжегож Коссаковский Лукаш Медзик | 49,04     | 7       | 49,59     | 18      | 49,46     | 12      | 49,80                 | 17                    | 3:17,89            | 13             | +2,04      |

### Коньковые виды спорта

#### Конькобежный спорт
По сравнению с прошлыми Играми в программе конькобежного спорта произошёл ряд изменений. Были добавлены соревнвнования в масс-старте, где спортсменам необходимо будет преодолеть 16 кругов, с тремя промежуточными финишами, набранные очки на которых помогут в распределении мест, начиная с 4-го. Также впервые с 1994 года конькобежцы будут бежать дистанцию 500 метров только один раз. Распределение квот происходило по итогам первых четырёх этапов Кубка мира. По их результатам был сформирован сводный квалификационный список, согласно которому сборная Польши стала обладателем 20 олимпийских лицензий на 10 дистанциях.
Мужчины
Индивидуальные гонки
| Соревнование | Спортсмены            | Результат | Место | Отставание |
| ------------ | --------------------- | --------- | ----- | ---------- |
| 500 метров   | Артур Вас             | 35,02     | 13    | +0,61      |
| 500 метров   | Пётр Михальский       | 35,64     | 33    | +1,23      |
| 500 метров   | Артур Ногаль          | 58,71     | 36    | +24,30     |
| 1000 метров  | Себастьян Клосиньский | 1:09,59   | 17    | +1,64      |
| 1000 метров  | Конрад Недзведзкий    | 1:10,026  | 23    | +2,07      |
| 1000 метров  | Пётр Михальский       | 1:10,17   | 31    | +2,22      |
| 1500 метров  | Збигнев Брудка        | 1:46,31   | 12    | +2,30      |
| 1500 метров  | Ян Шиманский          | 1:46,48   | 16    | +2,47      |
| 1500 метров  | Конрад Недзведзкий    | 1:47,07   | 20    | +3,06      |
| 5000 метров  | Адриан Вельгат        | 6:31,71   | 22    | +21,95     |

Масс-старт
| Соревнование | Спортсмены         | Полуфинал | Полуфинал | Полуфинал | Полуфинал | Полуфинал | Финал                | Финал                | Финал                | Финал                |
| Соревнование | Спортсмены         | Забег     | Круги     | Очки      | Время     | Место     | Круги                | Очки                 | Время                | Место                |
| ------------ | ------------------ | --------- | --------- | --------- | --------- | --------- | -------------------- | -------------------- | -------------------- | -------------------- |
| масс-старт   | Конрад Недзведзкий | 1         | 16        | 1         | 8:24,73   | 10        | завершил выступление | завершил выступление | завершил выступление | завершил выступление |

Женщины
 Индивидуальные гонки
| Соревнование | Спортсмены              | Результат | Место | Отставание |
| ------------ | ----------------------- | --------- | ----- | ---------- |
| 500 метров   | Кая Зёмек               | 39,26     | 25    | +2,32      |
| 1000 метров  | Наталия Червонка        | 1:15,77   | 12    | +2,21      |
| 1000 метров  | Каролина Босек          | 1:18,53   | 29    | +4,97      |
| 1500 метров  | Наталия Червонка        | 1:57,85   | 9     | +3,50      |
| 1500 метров  | Катажина Бахледа-Цурусь | 1:58,51   | 13    | +4,16      |
| 1500 метров  | Луиза Злотковская       | 1:58,99   | 17    | +4,64      |
| 3000 метров  | Луиза Злотковская       | 4:09,69   | 14    | +10,48     |
| 3000 метров  | Каролина Босек          | 4:12,44   | 16    | +13,23     |
| 3000 метров  | Катажина Бахледа-Цурусь | 4:12,58   | 17    | +13,36     |

Масс-старт
| Соревнование | Спортсмены        | Полуфинал | Полуфинал | Полуфинал | Полуфинал | Полуфинал | Финал                 | Финал                 | Финал                 | Финал                 |
| Соревнование | Спортсмены        | Забег     | Круги     | Очки      | Время     | Место     | Круги                 | Очки                  | Время                 | Место                 |
| ------------ | ----------------- | --------- | --------- | --------- | --------- | --------- | --------------------- | --------------------- | --------------------- | --------------------- |
| масс-старт   | Луиза Злотковская | 1         | 16        | 3         | 9:08,41   | 8 Q       | 16                    | 1                     | 8:47,34               | 9                     |
| масс-старт   | Магдалена Чыщонь  | 1         | 16        | 0         | 8:56,66   | 11        | завершила выступление | завершила выступление | завершила выступление | завершила выступление |

 Командная гонка
| Соревнование    | Спортсмены                                                                      | Четвертьфинал | Четвертьфинал | Четвертьфинал | Полуфинал            | Финал                        | Итоговое Место |
| Соревнование    | Спортсмены                                                                      | Забег         | Время         | Место         | Соперник / Результат | Соперник / Результат         | Итоговое Место |
| --------------- | ------------------------------------------------------------------------------- | ------------- | ------------- | ------------- | -------------------- | ---------------------------- | -------------- |
| командная гонка | Наталия Червонка Луиза Злотковская Катажина Бахледа-Цурусь QF Каролина Босек FD | 4             | 3.04,80       | 8 QD          | не участвовали       | Финал D                      | 7              |
| командная гонка | Наталия Червонка Луиза Злотковская Катажина Бахледа-Цурусь QF Каролина Босек FD | 4             | 3.04,80       | 8 QD          | не участвовали       | Республика Корея · В 3:03,11 | 7              |

#### Фигурное катание
Большинство олимпийских лицензий на Игры 2018 года были распределены по результатам выступления спортсменов в рамках чемпионата мира 2017 года. По его итогам сборная Польши смогла завоевать одну лицензию в танцах на льду, что стало возможным благодаря 14-му месту Натальи Калишек и Максима Сподырева. 19 декабря они были утверждены польской федерацией фигурного катания в качестве участников Олимпийских игр.
| Соревнование  | Спортсмены                        | Короткая программа | Короткая программа | Произвольная программа | Произвольная программа | Всего        | Всего |
| Соревнование  | Спортсмены                        | Сумма баллов       | Место              | Сумма баллов           | Место                  | Сумма баллов | Место |
| ------------- | --------------------------------- | ------------------ | ------------------ | ---------------------- | ---------------------- | ------------ | ----- |
| танцы на льду | Наталья Калишек / Максим Сподырев | 66,06              | 14 Q               | 95,29                  | 15                     | 161,35       | 14    |

#### Шорт-трек
Квалификация на зимние Олимпийские игры в шорт-треке проходила по результатам четырёх этапов Кубка мира 2017/2018. По итогам этих турниров был сформирован олимпийский квалификационный лист, согласно которому польская сборная получила право заявить для участия в Играх одного мужчину и двух женщин.
Мужчины
| Соревнование | Спортсмены     | Отборочный раунд | Отборочный раунд | Отборочный раунд | Четвертьфинал | Четвертьфинал | Четвертьфинал | Полуфинал            | Полуфинал            | Полуфинал            | Финал                | Финал                | Итоговое место |
| Соревнование | Спортсмены     | Забег            | Результат        | Место            | Забег         | Результат     | Место         | Забег                | Результат            | Место                | Результат            | Место                | Итоговое место |
| ------------ | -------------- | ---------------- | ---------------- | ---------------- | ------------- | ------------- | ------------- | -------------------- | -------------------- | -------------------- | -------------------- | -------------------- | -------------- |
| 500 метров   | Бартош Конопко | 1                | 41,039           | 2 Q              | 1             | 1:10,996      | 5             | завершил выступление | завершил выступление | завершил выступление | завершил выступление | завершил выступление | 17             |

Женщины
| Соревнование | Спортсмены            | Отборочный раунд | Отборочный раунд | Отборочный раунд | Четвертьфинал         | Четвертьфинал         | Четвертьфинал         | Полуфинал             | Полуфинал             | Полуфинал             | Финал                 | Финал                 | Итоговое место |
| Соревнование | Спортсмены            | Забег            | Результат        | Место            | Забег                 | Результат             | Место                 | Забег                 | Результат             | Место                 | Результат             | Место                 | Итоговое место |
| ------------ | --------------------- | ---------------- | ---------------- | ---------------- | --------------------- | --------------------- | --------------------- | --------------------- | --------------------- | --------------------- | --------------------- | --------------------- | -------------- |
| 500 метров   | Наталия Малишевская   | 1                | 43,725           | 2 Q              | 1                     | 43,384                | 3                     | завершила выступление | завершила выступление | завершила выступление | завершила выступление | завершила выступление | 11             |
| 500 метров   | Магдалена Варакомская | 7                | 44,311           | 4                | завершила выступление | завершила выступление | завершила выступление | завершила выступление | завершила выступление | завершила выступление | завершила выступление | завершила выступление | 28             |
| 1000 метров  | Магдалена Варакомская | 5                | 1:31,259         | 2 Q              | 3                     | 1:31,698              | 3                     | завершила выступление | завершила выступление | завершила выступление | завершила выступление | завершила выступление | 12             |
| 1500 метров  | Магдалена Варакомская | 4                | 2:23,693         | 4                | не проводится         | не проводится         | не проводится         | завершила выступление | завершила выступление | завершила выступление | завершила выступление | завершила выступление | 20             |

### Лыжные виды спорта

#### Горнолыжный спорт
Квалификация спортсменов для участия в Олимпийских играх осуществлялась на основании специального квалификационного рейтинга FIS по состоянию на 21 января 2018 года. При этом НОК для участия в Олимпийских играх мог выбрать только того спортсмена, который вошёл в топ-500 олимпийского рейтинга в своей дисциплине, и при этом имел определённое количество очков, согласно квалификационной таблице. Страны, не имеющие участников в числе 500 сильнейших спортсменов, могли претендовать только на квоты категории «B» в технических дисциплинах. По итогам квалификационного отбора сборная Польши завоевала две олимпийские лицензии категории «A», а после перераспределения квот получила ещё одну.
Мужчины
| Соревнование      | Спортсмены   | Скоростной спуск/ 1 спуск | Скоростной спуск/ 1 спуск | Слалом/ 2 спуск | Слалом/ 2 спуск | Всего   | Место | Отставание |
| Соревнование      | Спортсмены   | Время                     | Место                     | Время           | Место           | Всего   | Место | Отставание |
| ----------------- | ------------ | ------------------------- | ------------------------- | --------------- | --------------- | ------- | ----- | ---------- |
| скоростной спуск  | Михал Клюсак | не проводится             | не проводится             | не проводится   | не проводится   | 1:45,42 | 42    | +5,17      |
| супергигант       | Михал Клюсак | не проводится             | не проводится             | не проводится   | не проводится   | DNF     | DNF   | DNF        |
| комбинация        | Михал Клюсак | 1:22,64                   | 46                        | DNF             | DNF             | —       | —     | —          |
| слалом            | Михал Ясичек | 51,64                     | 30                        | DNF             | DNF             | —       | —     | —          |
| гигантский слалом | Михал Ясичек | DNS                       | DNS                       | —               | —               | —       | —     | —          |

Женщины
| Соревнование      | Спортсмены               | Скоростной спуск/ 1 спуск | Скоростной спуск/ 1 спуск | Слалом/ 2 спуск | Слалом/ 2 спуск | Всего   | Место | Отставание |
| Соревнование      | Спортсмены               | Время                     | Место                     | Время           | Место           | Всего   | Место | Отставание |
| ----------------- | ------------------------ | ------------------------- | ------------------------- | --------------- | --------------- | ------- | ----- | ---------- |
| скоростной спуск  | Марина Гонсеница-Даниэль | не проводится             | не проводится             | не проводится   | не проводится   | 1:43,30 | 24    | +4,08      |
| супергигант       | Марина Гонсеница-Даниэль | не проводится             | не проводится             | не проводится   | не проводится   | 1:23,21 | 26    | +2,10      |
| комбинация        | Марина Гонсеница-Даниэль | 1:44,35                   | 19                        | 42,84           | 13              | 2:27,19 | 16    | +6,29      |
| гигантский слалом | Марина Гонсеница-Даниэль | 1:13,89                   | 24                        | 1:11,80         | 28              | 2:25,69 | 27    | +5,67      |

#### Лыжное двоеборье
Лыжное двоеборье остаётся единственной олимпийской дисциплиной в программе зимних Игр, в которой участвуют только мужчины. Квалификация спортсменов для участия в Олимпийских играх осуществлялась на основании специального квалификационного рейтинга FIS по состоянию на 21 января 2018 года. По итогам квалификационного отбора сборная Польши завоевала 4 олимпийские лицензии.
Мужчины
| Соревнование              | Спортсмены                                           | Прыжки с трамплина         | Прыжки с трамплина | Лыжная гонка | Лыжная гонка                            | Лыжная гонка | Итоговое время                          | Место | Отставание                              |
| Соревнование              | Спортсмены                                           | Результат                  | Место              | Гандикап     | Результат                               | Место        | Итоговое время                          | Место | Отставание                              |
| ------------------------- | ---------------------------------------------------- | -------------------------- | ------------------ | ------------ | --------------------------------------- | ------------ | --------------------------------------- | ----- | --------------------------------------- |
| нормальный трамплин/10 км | Павел Словёк                                         | 88,3                       | 32                 | +2:49        | 24:37,6                                 | 12           | 27:26,6                                 | 22    | +2:35,2                                 |
| нормальный трамплин/10 км | Щепан Купчак                                         | 96,8                       | 20                 | +2:15        | 26:47,6                                 | 45           | 29:02,6                                 | 39    | +4:11,2                                 |
| нормальный трамплин/10 км | Адам Цеслар                                          | 68,7                       | 44                 | +4:08        | 25:30,7                                 | 34           | 29:38,7                                 | 42    | +4:47,3                                 |
| нормальный трамплин/10 км | Войцех Марусаж                                       | 61,3                       | 45                 | +4:37        | 26:50,5                                 | 46           | 31:27,5                                 | 47    | +6:36,1                                 |
| большой трамплин/10 км    | Щепан Купчак                                         | 122,1                      | 12                 | +1:07        | 25:34,3                                 | 42           | 26:41,3                                 | 25    | +2:48,8                                 |
| большой трамплин/10 км    | Павел Словёк                                         | 93,2                       | 32                 | +3:03        | 24:13,3                                 | 25           | 27:16,3                                 | 29    | +3:23,8                                 |
| большой трамплин/10 км    | Адам Цеслар                                          | 89,8                       | 33                 | +3:16        | 24:07,4                                 | 21           | 27:23,4                                 | 33    | +3:30,9                                 |
| большой трамплин/10 км    | Войцех Марусаж                                       | 82,3                       | 39                 | +3:46        | DNF                                     | DNF          | DNF                                     | —     | —                                       |
| эстафета                  | Павел Словёк Войцех Марусаж Щепан Купчак Адам Цеслар | 337,2 67,9 72,8 110,9 85,6 | 8 9 8 6            | +2:56        | 48:28,8 11:44,3 12:20,8 12:22,9 12:00,8 | 10 8 9 10 5  | 51:24,8 14:40,3 27:01,1 39:24,0 51:24,8 | 9 8 9 | +5:15,0 +3:00,5 +3:57,2 +5:14,7 +5:15,0 |

#### Лыжные гонки
Квалификация спортсменов для участия в Олимпийских играх осуществлялась на основании специального квалификационного рейтинга FIS по состоянию на 21 января 2018 года. Для получения олимпийской лицензии категории «A» спортсменам необходимо было набрать максимум 100 очков в дистанционном рейтинге FIS. При этом каждый НОК может заявить на Игры 1 мужчину и 1 женщины, если они выполнили квалификационный критерий «B», по которому они смогут принять участие в спринте и гонках на 10 км для женщин или 15 км для мужчин. По итогам квалификационного отбора сборная Польши завоевала 6 олимпийских лицензий категории «A», а после перераспределения квот получила ещё одну.
Мужчины
Дистанционные гонки
| Соревнование           | Спортсмены     | Результат | Место | Отставание |
| ---------------------- | -------------- | --------- | ----- | ---------- |
| 15 км свободным стилем | Доминик Буры   | 36:11,1   | 33    | +2:27,2    |
| 15 км свободным стилем | Камил Буры     | 38:38,7   | 78    | +4:54,8    |
| 15 км свободным стилем | Мацей Старенга | 38:58,9   | 82    | +5:15,0    |
| скиатлон 15+15 км      | Доминик Буры   | 1:23:20,3 | 52    | +7:00,3    |

Спринт
| Соревнование     | Спортсмены                  | Квалификация  | Квалификация  | Четвертьфинал        | Четвертьфинал        | Четвертьфинал        | Полуфинал            | Полуфинал            | Полуфинал            | Финал                 | Финал                 | Итоговое место |
| Соревнование     | Спортсмены                  | Результат     | Место         | Заезд                | Результат            | Место                | Заезд                | Результат            | Место                | Результат             | Место                 | Итоговое место |
| ---------------- | --------------------------- | ------------- | ------------- | -------------------- | -------------------- | -------------------- | -------------------- | -------------------- | -------------------- | --------------------- | --------------------- | -------------- |
| спринт           | Камил Буры                  | 3:17,15       | 28 Q          | 2                    | 3:25,79              | 6                    | завершил выступление | завершил выступление | завершил выступление | завершил выступление  | завершил выступление  | 30             |
| спринт           | Мацей Старенга              | 3:19,42       | 38            | завершил выступление | завершил выступление | завершил выступление | завершил выступление | завершил выступление | завершил выступление | завершил выступление  | завершил выступление  | 38             |
| командный спринт | Доминик Буры Мацей Старенга | не проводится | не проводится | не проводится        | не проводится        | не проводится        | 1                    | 16:21,83             | 7                    | завершили выступление | завершили выступление | 13             |

Женщины
Дистанционные гонки
| Соревнование              | Спортсмены                                                       | Результат                               | Место      | Отставание                            |
| ------------------------- | ---------------------------------------------------------------- | --------------------------------------- | ---------- | ------------------------------------- |
| 10 км свободным стилем    | Сильвия Яськовец                                                 | 27:21,5                                 | 24         | +2:21,0                               |
| 10 км свободным стилем    | Эвелина Марциш                                                   | 28:10,0                                 | 42         | +3:09,5                               |
| 10 км свободным стилем    | Мартина Галевич                                                  | 29:23,3                                 | 64         | +4:22,8                               |
| скиатлон 7,5+7,5 км       | Юстина Ковальчик                                                 | 42:30,8                                 | 17         | +1:45,9                               |
| скиатлон 7,5+7,5 км       | Сильвия Яськовец                                                 | 43:56,3                                 | 30         | +3:11,4                               |
| скиатлон 7,5+7,5 км       | Эвелина Марциш                                                   | 43:56,7                                 | 31         | +3:11,8                               |
| скиатлон 7,5+7,5 км       | Мартина Галевич                                                  | 44:51,3                                 | 41         | +4:06,4                               |
| 30 км классическим стилем | Юстина Ковальчик                                                 | 1:27:21,8                               | 14         | +5:04,2                               |
| эстафета 4×5 км           | Эвелина Марциш Юстина Ковальчик Мартина Галевич Сильвия Яськовец | 54:30,9 14:23,1 14:13,0 13:14,8 12:40,0 | 10 9 11 10 | +3:06,6 +58,6 +1:21,1 +2:22,8 +3:06,6 |

Спринт
| Соревнование     | Спортсмены                        | Квалификация  | Квалификация  | Четвертьфинал         | Четвертьфинал         | Четвертьфинал         | Полуфинал             | Полуфинал             | Полуфинал             | Финал                 | Финал                 | Итоговое место |
| Соревнование     | Спортсмены                        | Результат     | Место         | Заезд                 | Результат             | Место                 | Заезд                 | Результат             | Место                 | Результат             | Место                 | Итоговое место |
| ---------------- | --------------------------------- | ------------- | ------------- | --------------------- | --------------------- | --------------------- | --------------------- | --------------------- | --------------------- | --------------------- | --------------------- | -------------- |
| спринт           | Юстина Ковальчик                  | 3:20,00       | 22 Q          | 5                     | 3:17,47               | 5                     | завершила выступление | завершила выступление | завершила выступление | завершила выступление | завершила выступление | 22             |
| спринт           | Сильвия Яськовец                  | 3:27,94       | 37            | завершила выступление | завершила выступление | завершила выступление | завершила выступление | завершила выступление | завершила выступление | завершила выступление | завершила выступление | 37             |
| спринт           | Эвелина Марциш                    | 3:28,11       | 38            | завершила выступление | завершила выступление | завершила выступление | завершила выступление | завершила выступление | завершила выступление | завершила выступление | завершила выступление | 38             |
| командный спринт | Юстина Ковальчик Сильвия Яськовец | не проводится | не проводится | не проводится         | не проводится         | не проводится         | 2                     | 16:35,19              | 5 LL                  | 16:32,48              | 7                     | 7              |

#### Прыжки на лыжах с трамплина
Квалификация спортсменов для участия в Олимпийских играх осуществлялась на основании специального квалификационного рейтинга FIS по состоянию на 21 января 2018 года. По итогам квалификационного отбора сборная Польши завоевала 5 олимпийских лицензий.
Мужчины
| Соревнование         | Спортсмены                                       | Квалификация  | Квалификация  | Финал                         | Финал       | Финал                         | Финал                | Финал                | Финал                | Итоговое место |
| Соревнование         | Спортсмены                                       | Результат     | Место         | 1 прыжок                      | 1 прыжок    | 2 прыжок                      | 2 прыжок             | Всего                | Место                | Итоговое место |
| Соревнование         | Спортсмены                                       | Результат     | Место         | Результат                     | Место       | Результат                     | Место                | Всего                | Место                | Итоговое место |
| -------------------- | ------------------------------------------------ | ------------- | ------------- | ----------------------------- | ----------- | ----------------------------- | -------------------- | -------------------- | -------------------- | -------------- |
| нормальный трамплин  | Камиль Стох                                      | 131,7         | 2 Q           | 125,9                         | 2 Q         | 123,4                         | 6                    | 249,3                | 4                    | 4              |
| нормальный трамплин  | Стефан Хуля                                      | 122,7         | 9 Q           | 131,8                         | 1 Q         | 117,0                         | 11                   | 248,8                | 5                    | 5              |
| нормальный трамплин  | Мацей Кот                                        | 122,0         | 11 Q          | 109,6                         | 20 Q        | 107,4                         | 18                   | 217,0                | 19                   | 19             |
| нормальный трамплин  | Давид Кубацкий                                   | 129,6         | 3 Q           | 92,0                          | 35          | завершил выступление          | завершил выступление | завершил выступление | завершил выступление | 35             |
| большой трамплин     | Камиль Стох                                      | 125,6         | 7 Q           | 143,8                         | 1 Q         | 141,9                         | 3                    | 285,7                | 1                    | 1              |
| большой трамплин     | Давид Кубацкий                                   | 114,7         | 14 Q          | 137,4                         | 5 Q         | 120,6                         | 17                   | 258,0                | 10                   | 10             |
| большой трамплин     | Стефан Хуля                                      | 110,4         | 18 Q          | 131,2                         | 12 Q        | 122,2                         | 16                   | 253,4                | 15                   | 15             |
| большой трамплин     | Мацей Кот                                        | 124,8         | 8 Q           | 124,2                         | 17 Q        | 120,4                         | 18                   | 244,6                | 19                   | 19             |
| командное первенство | Мацей Кот Стефан Хуля Давид Кубацкий Камиль Стох | не проводится | не проводится | 540,9 128,3 129,8 139,7 143,1 | 3 Q 4 2 1 2 | 531,5 127,0 134,8 135,3 134,4 | 3 2 4                | 1072,4               | 3                    | 3              |

#### Сноуборд
По сравнению с прошлыми Играми в программе соревнований произошёл ряд изменений. Вместо параллельного слалома были добавлены соревнования в биг-эйре. Во всех дисциплинах, за исключением мужского сноуборд-кросса, изменилось количество участников соревнований, был отменён полуфинальный раунд, а также в финалах фристайла спортсмены стали выполнять по три попытки. Квалификация спортсменов для участия в Олимпийских играх осуществлялась на основании специального квалификационного рейтинга FIS по состоянию на 21 января 2018 года. Для каждой дисциплины были установлены определённые условия, выполнив которые спортсмены могли претендовать на попадание в состав сборной для участия в Олимпийских играх. По итогам квалификационного отбора сборная Польши завоевала 5 олимпийских лицензий, а после перераспределения получила ещё одну.
Мужчины
Сноуборд-кросс
| Соревнование   | Спортсмены      | Квалификация | Квалификация | 1/8 финала | 1/8 финала | Четвертьфинал | Четвертьфинал | Полуфинал | Полуфинал | Финал | Итоговое место |
| Соревнование   | Спортсмены      | Время        | Место        | Заезд      | Место      | Заезд         | Место         | Заезд     | Место     | Место | Итоговое место |
| -------------- | --------------- | ------------ | ------------ | ---------- | ---------- | ------------- | ------------- | --------- | --------- | ----- | -------------- |
| сноуборд-кросс | Матеуш Лигоцкий |              |              |            |            |               |               |           |           |       |                |

Слалом
| Соревнование                   | Спортсмены        | Квалификация | Квалификация | Квалификация | Квалификация | 1/8 финала         | Четвертьфинал      | Полуфинал          | Финал              | Место |
| Соревнование                   | Спортсмены        | 1 спуск      | 2 спуск      | Всего        | Место        | Соперник Результат | Соперник Результат | Соперник Результат | Соперник Результат | Место |
| ------------------------------ | ----------------- | ------------ | ------------ | ------------ | ------------ | ------------------ | ------------------ | ------------------ | ------------------ | ----- |
| параллельный гигантский слалом | Оскар Квятковский |              |              |              |              |                    |                    |                    |                    |       |

Женщины
Сноуборд-кросс
| Соревнование   | Спортсмены      | Квалификация | Квалификация | Четвертьфинал | Четвертьфинал | Полуфинал | Полуфинал | Финал | Итоговое место |
| Соревнование   | Спортсмены      | Время        | Место        | Заезд         | Место         | Заезд     | Место     | Место | Итоговое место |
| -------------- | --------------- | ------------ | ------------ | ------------- | ------------- | --------- | --------- | ----- | -------------- |
| сноуборд-кросс | Зузанна Смыкала |              |              |               |               |           |           |       |                |

Слалом
| Соревнование                   | Спортсмены       | Квалификация | Квалификация | Квалификация | Квалификация | 1/8 финала         | Четвертьфинал      | Полуфинал          | Финал              | Место |
| Соревнование                   | Спортсмены       | 1 спуск      | 2 спуск      | Всего        | Место        | Соперник Результат | Соперник Результат | Соперник Результат | Соперник Результат | Место |
| ------------------------------ | ---------------- | ------------ | ------------ | ------------ | ------------ | ------------------ | ------------------ | ------------------ | ------------------ | ----- |
| параллельный гигантский слалом | Вероника Белая   |              |              |              |              |                    |                    |                    |                    |       |
| параллельный гигантский слалом | Александра Круль |              |              |              |              |                    |                    |                    |                    |       |
| параллельный гигантский слалом | Каролина Штокфиш |              |              |              |              |                    |                    |                    |                    |       |

#### Фристайл
По сравнению с прошлыми Играми изменения произошли в хафпайпе и слоупстайле. Теперь в финалах этих дисциплин фристайлисты стали выполнять по три попытки, при этом итоговое положение спортсменов по-прежнему определяется по результату лучшей из них. Квалификация спортсменов для участия в Олимпийских играх осуществлялась на основании специального квалификационного рейтинга FIS по состоянию на 21 января 2018 года. Для каждой дисциплины были установлены определённые условия, выполнив которые спортсмены могли претендовать на попадание в состав сборной для участия в Олимпийских играх. По итогам квалификационного отбора сборная Польши завоевала олимпийскую лицензию в женском ски-кроссе. На Играх должна была выступить Каролина Ремен-Жеребецкая, однако 10 февраля стало известно, что польская спортсменка пропустит соревнования из-за операции на спине.

### Санный спорт
Квалификация спортсменов для участия в Олимпийских играх осуществлялась на основании рейтинга Кубка мира FIL по состоянию на 1 января 2018 года. По его результатам сборная Польши смогла завоевать лицензии во всех дисциплинах.
Мужчины
| Соревнование | Спортсмены                         | 1 заезд   | 1 заезд | 2 заезд   | 2 заезд | 3 заезд       | 3 заезд       | 4 заезд              | 4 заезд              | Итоговый результат | Итоговое место | Отставание |
| Соревнование | Спортсмены                         | Результат | Место   | Результат | Место   | Результат     | Место         | Результат            | Место                | Итоговый результат | Итоговое место | Отставание |
| ------------ | ---------------------------------- | --------- | ------- | --------- | ------- | ------------- | ------------- | -------------------- | -------------------- | ------------------ | -------------- | ---------- |
| одиночки     | Мацей Куровский                    | 48,103    | 19      | 48,467    | 24      | 48,158        | 22            | 47,885               | 16                   | 3:12,613           | 19             | +1,911     |
| одиночки     | Матеуш Сохович                     | 49,047    | 29      | 48,203    | 19      | 48,930        | 31            | завершил выступление | завершил выступление | 2:26,180           | 27             | —          |
| двойки       | Якуб Ковалевский Войцех Хмелевский | 46,609    | 13      | 46,478    | 14      | не проводится | не проводится | не проводится        | не проводится        | 1:33,087           | 12             | +1,390     |

Женщины
| Соревнование | Спортсмены           | 1 заезд   | 1 заезд | 2 заезд   | 2 заезд | 3 заезд   | 3 заезд | 4 заезд               | 4 заезд               | Итоговый результат | Итоговое место | Отставание |
| Соревнование | Спортсмены           | Результат | Место   | Результат | Место   | Результат | Место   | Результат             | Место                 | Итоговый результат | Итоговое место | Отставание |
| ------------ | -------------------- | --------- | ------- | --------- | ------- | --------- | ------- | --------------------- | --------------------- | ------------------ | -------------- | ---------- |
| одиночки     | Эва Кульс            | 47,037    | 20      | 46,933    | 22      | 47,212    | 19      | завершила выступление | завершила выступление | 2:21,182           | 20             | —          |
| одиночки     | Наталия Войтусьцишин | 49,133    | 29      | 46,736    | 17      | 47,290    | 20      | завершила выступление | завершила выступление | 2:23,159           | 25             | —          |

Смешанные команды
| Соревнование       | Спортсмены                                                     | Женщины   | Женщины | Мужчины   | Мужчины | Двойки    | Двойки | Итоговый результат | Итоговое место | Отставание |
| Соревнование       | Спортсмены                                                     | Результат | Место   | Результат | Место   | Результат | Место  | Итоговый результат | Итоговое место | Отставание |
| ------------------ | -------------------------------------------------------------- | --------- | ------- | --------- | ------- | --------- | ------ | ------------------ | -------------- | ---------- |
| смешанная эстафета | Эва Кульс Мацей Куровский Войцех Хмелевский / Якуб Ковалевский | 47,711    | 10      | 49,134    | 8       | 49,568    | 9      | 2:26,413           | 8              | +1,896     |